# UGC Fox Distribution
UGC Fox Distribution (communément abrégée UFD) était une société franco-américaine de distribution de films en salle, GIE d'UGC et de 20th Century Fox créé en 1995. UFD assurait la distribution en France des films de ses sociétés mères, des filiales et sociétés associées à la Fox (20th Century Fox, Fox Searchlight Pictures, Regency Enterprises, Lucasfilm) et de la Metro-Goldwyn-Mayer.
Après 10 ans d'existence, UGC Fox Distribution est dissous le 31 décembre 2005.